# Люксембург на «Евровидении-1992»
Люксембург принимал участие в тридцать седьмом выпуске конкурса Евровидение-1992, который состоялся 9 мая в Мальмё, Швеция. Страну представляли певица Марион Вельтер и группа Kontinent с песней Sou fräi ("Так свободно"), написанной участниками группы Янгом Линстером и Абом ван Гоором. Эта была вторая заявка от Люксембурга на Евровидение, написанная и исполненная на люксембургском языке (первой была So laang we's du do bast в исполнении Камилло Фельгена в 1960 году). По итогам голосования Вельтер и группа Kontinent заняли 21-е место из 23, набрав только 10 баллов. Тем не менее, Sou fräi стала предшественницей люксембургской заявки на Евровидение-1993 Donne-moi une chance в исполнении группа Modern Times. Конкурс был показан Compagnie Luxembourgeoise de Télédiffusion (CLT) на канале RTL Hei Elei с комментариями Ромена Гёрена.

## Предыстория
К моменту своего участия в конкурсе 1992 года Люксембург 35 раз участвовал на Евровидение с 1956 года как одна из семи оригинальных стран-участниц. За это время страна пять раз выигрывала конкурс: в 1961 году с песней Nous les amoureux в исполнении Жан-Клода Паскаля; в 1965 году с песней Poupée de cire, poupée de son в исполнении Франс Галль; в 1972 году с песней Après toi в исполнении Вики Леандрос; в 1973 году с песней Tu te reconnaîtras в исполнении Анн-Мари Давид, и, наконец, в 1983 году с песней Si la vie est cadeau в исполнении Коринны Эрме. Последний раз Люксембург попадал в топ-10 в 1988 году, когда Лара Фабиан заняла четвёртое место с песней Croire. На Евровидение-1991 певица Сара Брэй заняла 14-е место с песней Un baiser vole.

## До «Евровидения»

### Внутренний отбор
Люксембургская телекомпания CLT с 1956 года отвечает за организацию отбора заявки на Евровидение и дальнейшую трансляцию конкурса. Большинство заявок CLT отбирало путём внутреннего отбора, за исключением 1971, 1976, 1978 годов, когда вещатель организовывал национальный отбор с участием нескольких артистов и песен, а также 1989 года, когда вещатель организовал национальный отбор песни, в то время как исполнитель был утверждён внутри телекомпании. Именно этот формат CLT решил использовать и в 1992 году.
11 марта 1992 года CLT объявил, что певица Марион Вельтер будет представлять Люксембург на ближайшем Евровидении в Мальмё. Также было объявлено об организации отбора песни, с которой Вельтер должна выступить в Мальмё.

### Национальный финал
Для национального финала были отобраны две песни, написанные Янгом Линстером и Абом ван Гоором на люксембургском языке. Он состоялся 15 марта 1992 года в специальном выпуске программы RTL-Hei elei. Имя ведущего неизвестно. Обе песни Марион Вельтер исполнила на Вилле Ловиньи в Люксембурге, месте организации Евровидение-1962 и Евровидение-1966. Вплоть до 19 марта победитель из двух песен определялся голосами телезрителей по открыткам, которые отправлялись на почту телекомпании. 22 марта 1992 года в специальном выпуске программы RTL-Hei elei было объявлено, что Sou fräi стала победителем национального финала. Другая песня Iwerall doheem была включена Вельтер в качестве стороны B сингла Sou fräi.
| Порядок выступления | Название песни | Проценты | Место |
| ------------------- | -------------- | -------- | ----- |
| 1                   | Sou fräi       | 51%      | 1     |
| 2                   | Iwerall doheem | 49%      | 2     |

## На «Евровидении»
3 декабря 1991 года была проведена жеребьёвка относительно порядка выступлений, и Люксембург был представлен под номером 14, между Швейцарией и Австрией. К Марион Вельтер присоединилась группа Kontinent в составе Эндера Гритта (бэк-вокал), Патрика Хартерта (клавишные), соавтора песни Аба ван Гоора (ударные), Ромма Гека (бас-гитара) и Гордона Смита (гитара). По итогам голосования они заняли 21-е место из 23, набрав только 10 баллов, все из которых поступили от Мальты. 12 баллов люксембургское жюри присудило Мальте. Дирижёром оркестра во время исполнения люксембургской заявки был Кристиан Жакоб.

### Голосование
| Очки      | Страна   |
| --------- | -------- |
| 12 баллов |          |
| 10 баллов | - Мальта |
| 8 баллов  |          |
| 7 баллов  |          |
| 6 баллов  |          |
| 5 баллов  |          |
| 4 балла   |          |
| 3 балла   |          |
| 2 балла   |          |
| 1 балл    |          |

| Очки      | Страна         |
| --------- | -------------- |
| 12 баллов | Мальта         |
| 10 баллов | Ирландия       |
| 8 баллов  | Израиль        |
| 7 баллов  | Великобритания |
| 6 баллов  | Дания          |
| 5 баллов  | Исландия       |
| 4 балла   | Норвегия       |
| 3 балла   | Испания        |
| 2 балла   | Югославия      |
| 1 балл    | Бельгия        |